# Сент-Анн (Манітоба, сільський муніципалітет)
Сент-Анн (англ. Ste. Anne) — сільський муніципалітет в Канаді, у провінції Манітоба.

## Населення
За даними перепису 2016 року, сільський муніципалітет нараховував 5003 жителів, показавши зростання на 6,8%, порівняно з 2011-м роком. Середня густина населення становила 10,5 осіб/км².
З офіційних мов обидвома одночасно володіли 1 225 жителів, тільки англійською — 3 700, тільки французькою — 30, а 45 — жодною з них. Усього 760 осіб вважали рідною мовою не одну з офіційних, з них 5 — одну з корінних мов, а 25 — українську.
Працездатне населення становило 63,9% усього населення, рівень безробіття — 4,9% (4,5% серед чоловіків та 5,6% серед жінок). 82,1% були найманими працівниками, 17,5% — самозайнятими.
Середній дохід на особу становив $39 512 (медіана $33 991), при цьому для чоловіків — $49 073, а для жінок $28 973 (медіани — $43 536 та $24 821 відповідно).
28,8% мешканців мали закінчену шкільну освіту, не мали закінченої шкільної освіти — 34,1%, 37,2% мали післяшкільну освіту, з яких 25% мали диплом бакалавра, або вищий, 15 осіб мали вчений ступінь.
| Статево-вікова структура населення | Статево-вікова структура населення | Статево-вікова структура населення | Статево-вікова структура населення | Статево-вікова структура населення |
| ---------------------------------- | ---------------------------------- | ---------------------------------- | ---------------------------------- | ---------------------------------- |
|                                    |                                    |                                    |                                    |                                    |
| Всього                             | Всього                             | 51,8%48,2%                         |                                    |                                    |
| 0 — 14 років                       | 0 — 14 років                       |                                    | 21,3%                              | 21,3%                              |
| 15 — 64 років                      | 15 — 64 років                      |                                    | 62,7%                              | 62,7%                              |
| 65 і більше                        | 65 і більше                        |                                    | 16%                                | 16%                                |
| 85 і більше                        | 85 і більше                        |                                    | 0,8%                               | 0,8%                               |
| Середній вік (років)               | Середній вік (років)               | 39,338,6                           | 38,9                               | 38,9                               |
| Медіана (років)                    | Медіана (років)                    | 39,939,4                           | 39,7                               | 39,7                               |
| — чоловіки — жінки                 |                                    |                                    |                                    |                                    |

| Походження мешканців:     | Походження мешканців:     | Походження мешканців: | Походження мешканців: | Походження мешканців: |
| ------------------------- | ------------------------- | --------------------- | --------------------- | --------------------- |
| Походження                |                           |                       | осіб                  | %                     |
| Корінні американці        | Корінні американці        |                       | 895                   | 17.92%                |
| Інше північноамериканське | Інше північноамериканське |                       | 1 775                 | 35.54%                |
| Європейське               | Європейське               |                       | 4 055                 | 81.18%                |
| британське                | британське                |                       | 1 465                 | 29.33%                |
| французьке                | французьке                |                       | 1 265                 | 25.33%                |
| українське                | українське                |                       | 560                   | 11.21%                |
| Карибське                 | Карибське                 |                       | 10                    | 0.2%                  |
| Латинськоамериканське     | Латинськоамериканське     |                       | 85                    | 1.7%                  |
| Азійське                  | Азійське                  |                       | 50                    | 1%                    |

| Зайнятість населення за галузями (за класифікацією NOC): | Зайнятість населення за галузями (за класифікацією NOC): | Зайнятість населення за галузями (за класифікацією NOC): | Зайнятість населення за галузями (за класифікацією NOC): | Зайнятість населення за галузями (за класифікацією NOC): |
| -------------------------------------------------------- | -------------------------------------------------------- | -------------------------------------------------------- | -------------------------------------------------------- | -------------------------------------------------------- |
|                                                          |                                                          |                                                          |                                                          |                                                          |
| Управління                                               | Управління                                               |                                                          | 11,3%                                                    | 11,3%                                                    |
| Бізнес, фінанси та адміністрування                       | Бізнес, фінанси та адміністрування                       |                                                          | 14%                                                      | 14%                                                      |
| Природничі та прикладні науки                            | Природничі та прикладні науки                            |                                                          | 3,6%                                                     | 3,6%                                                     |
| Охорона здоров'я                                         | Охорона здоров'я                                         |                                                          | 4,2%                                                     | 4,2%                                                     |
| Освіта, правозахист, муніципальні та урядові служби      | Освіта, правозахист, муніципальні та урядові служби      |                                                          | 9,5%                                                     | 9,5%                                                     |
| Мистецтво, культура, відпочинок та спорт                 | Мистецтво, культура, відпочинок та спорт                 |                                                          | 0,6%                                                     | 0,6%                                                     |
| Роздрібна торгівля та послуги                            | Роздрібна торгівля та послуги                            |                                                          | 17,2%                                                    | 17,2%                                                    |
| Гуртова торгівля, транспорт та обладнання                | Гуртова торгівля, транспорт та обладнання                |                                                          | 28,1%                                                    | 28,1%                                                    |
| Природні ресурси, сільське господарство                  | Природні ресурси, сільське господарство                  |                                                          | 8,3%                                                     | 8,3%                                                     |
| Виробництво                                              | Виробництво                                              |                                                          | 3%                                                       | 3%                                                       |

## Населені пункти
До складу сільського муніципалітету входить містечко Сент-Анн, а також хутори, інші малі населені пункти та розосереджені поселення.

## Клімат
Середня річна температура становить 2,4°C, середня максимальна – 23,4°C, а середня мінімальна – -24,4°C. Середня річна кількість опадів – 607 мм.
| Клімат поселення                              | Клімат поселення | Клімат поселення | Клімат поселення | Клімат поселення | Клімат поселення | Клімат поселення | Клімат поселення | Клімат поселення | Клімат поселення | Клімат поселення | Клімат поселення | Клімат поселення | Клімат поселення |
| Показник                                      | Січ.             | Лют.             | Бер.             | Квіт.            | Трав.            | Черв.            | Лип.             | Серп.            | Вер.             | Жовт.            | Лист.            | Груд.            |                  |
| Середній максимум, °C                         | −11,9            | −7,56            | −0,25            | 9,53             | 17,62            | 22,82            | 23,40            | 22,24            | 17,02            | 10,10            | −0,12            | −9,62            |                  |
| Середня температура, °C                       | −18,14           | −13,8            | −6,48            | 3,30             | 11,38            | 16,59            | 18,78            | 17,62            | 12,40            | 5,49             | −4,72            | −14,23           |                  |
| Середній мінімум, °C                          | −24,38           | −20,02           | −12,72           | −2,93            | 5,14             | 10,35            | 14,16            | 13,00            | 7,79             | 0,89             | −9,36            | −18,88           |                  |
| Норма опадів, мм                              | 28               | 19               | 26               | 31               | 61               | 103              | 97               | 71               | 61               | 46               | 33               | 31               |                  |
| Середньомісячна швидкість вітру, м/с          | 3.80             | 3.80             | 4.00             | 4.10             | 4.20             | 3.80             | 3.40             | 3.50             | 4.00             | 4.20             | 4.20             | 3.90             |                  |
| Середньомісячна сонячна радіація, кДж/м²·день | 4251             | 7609             | 12390            | 17031            | 19908            | 20986            | 21427            | 18272            | 12642            | 7468             | 4153             | 3106             |                  |
| --------------------------------------------- | ---------------- | ---------------- | ---------------- | ---------------- | ---------------- | ---------------- | ---------------- | ---------------- | ---------------- | ---------------- | ---------------- | ---------------- | ---------------- |
| Джерело:                                      |                  |                  |                  |                  |                  |                  |                  |                  |                  |                  |                  |                  |                  |